# SN 1988T
SN 1988T – supernowa odkryta 16 lutego 1988 roku w galaktyce A134342-0032. W momencie odkrycia miała maksymalną jasność 23,40m.